# Екимов, Сергей Николаевич
Серге́й Никола́евич Еки́мов (25 ноября 1985, Тында, Амурская область, СССР) — российский боксёр-профессионал, выступающий в полутяжёлой весовой категории. Мастер спорта России в любителях.
Среди профессионалов бывший чемпион по версии WBC International Silver (2016—2017), чемпион СНГ и Славянских стран по версии WBC (2014—2017), и чемпион России (2018—2019) в полутяжёлом весе.

## Биография
Сергей Екимов родился 25 ноября 1985 года в городе Тында Амурской области, однако впоследствии переехал на постоянное жительство в Хабаровск, где и начал активно заниматься боксом.

## Любительская карьера
Выступал в любительском боксе в течение семи лет, хотя значительных достижений в нём не добился.
В сентябре 2008 года представлял Россию в весовой категории до 81 кг на чемпионате мира среди студентов в Казани (Россия), и уже в стартовом поединке со счётом 13:17 проиграл белорусскому боксёру Сергею Корнееву — который в итоге завоевал бронзу чемпионата.
Является мастером спорта России по боксу.

## Профессиональная карьера
На профессиональном уровне дебютировал в октябре 2009 года, своего первого соперника Сергея Белошапкина из Санкт-Петербурга победил единогласным решением судей в четырёх раундах. Всего в течение двух лет провёл шесть удачных поединков, из всех неизменно выходил победителем. Выступал преимущественно на турнирах промоутера Владимира Хрюнова, так, в мае 2011 года боксировал в андеркарте резонансного боксёрского вечера Денис Лебедев — Рой Джонс.
В 2012 году Екимов принимал участие в полупрофессиональной лиге боёв на выживание ТАФФАЙТ (по регламенту бои состояли из одного раунда продолжительностью в 12 минут и проходили на уменьшенном ринге 4×4 метра). Стал здесь победителем в категории до 80 кг, в частности в финале одержал победу над будущим чемпионом мира Фёдором Чудиновым.
Вернувшись в классический бокс, в октябре 2013 года Екимов встретился с небитым чеченским боксёром Апти Устархановым и выиграл у него решением большинства судей. В следующем поединке боксировал с Константином Питерновым, с которым ранее уже трижды дрался в рамках лиги ТАФФАЙТ (счёт в противостоянии на тот момент был 2:1 в пользу Питернова). На этот раз Екимов одержал победу техническим нокаутом во втором раунде, после того как Питернов получил травму и не смог продолжать бой.
К началу 2014 года имел в послужном списке уже десять побед без единого поражения, при этом его менеджером в этот период был известный боксёр Александр Бахтин. Благодаря череде удачных выступлений получил право оспорить вакантный титул чемпиона СНГ и славянских стран в полутяжёлой весовой категории по версии Всемирного боксёрского совета — во втором раунде Екимов нокаутировал представителя Казахстана Михаила Криницына и забрал чемпионский пояс себе. В 2015 году отметился победой техническим нокаутом над румыном Василе Драгомиром. 2016 год начал с успешных выступлений на рингах Испании и Латвии.

## Статистика профессиональных боёв
В таблице перечислены результаты всех поединков боксёров.
В каждой строке указан результат поединка. Дополнительно номер поединка обозначен цветом, который обозначает итог поединка. Расшифровка обозначений и цветов представлена в нижеследующей таблице.
| Пример | Расшифровка                     |
| ------ | ------------------------------- |
|        | Победа                          |
|        | Ничья                           |
|        | Поражение                       |
|        | Планируемый поединок            |
|        | Поединок признан несостоявшимся |
| КО     | Нокаут                          |
| ТКО    | Технический нокаут              |
| PTS    | Решение судей (по очкам)        |
| UD     | Единогласное решение судей      |
| MD     | Решение большинства судей       |
| SD     | Раздельное решение судей        |
| RTD    | Отказ от продолжения боя        |
| DQ     | Дисквалификация                 |
| NC     | Поединок признан несостоявшимся |

| 22 поединка, 18 побед (9 нокаутом), 4 поражения. | 22 поединка, 18 побед (9 нокаутом), 4 поражения. | 22 поединка, 18 побед (9 нокаутом), 4 поражения. | 22 поединка, 18 побед (9 нокаутом), 4 поражения. | 22 поединка, 18 побед (9 нокаутом), 4 поражения. | 22 поединка, 18 побед (9 нокаутом), 4 поражения.                                                                        | 22 поединка, 18 побед (9 нокаутом), 4 поражения. |
| Бой                                              | Дата боя                                         | Соперник                                         | Место проведения боя                             | Раундов, время                                   | Примечание |                                                  |
| ------------------------------------------------ | ------------------------------------------------ | ------------------------------------------------ | ------------------------------------------------ | ------------------------------------------------ | --- | ------------------------------------------------ |
| 22                                               | 17 декабря 2021                                  | Бектемир Меликузиев (7-1)                        | Ташкент, Узбекистан                              | UD 8 (8)                                         | Счёт: 71-80, 71-80, 72-80.                                                                                              |                                                  |
| 21                                               | 8 апреля 2021                                    | Умар Саламов (25-1)                              | Грозный, Чечня, Россия                           | SD 10 (10)                                       | Счёт: 96-94, 94-97, 92-98.                                                                                              |                                                  |
| 20                                               | 12 марта 2020                                    | Али Измайлов (2-0)                               | КРК Пирамида, Казань, Россия                     | UD 8 (8)                                         | Счёт: 75-78, 73-79 (дважды).                                                                                            |                                                  |
| 19                                               | 12 октября 2019                                  | Ричард Болотник (14-5-1)                         | Арена Рига, Рига, Латвия                         | UD 12 (12)                                       | Счёт: 109-119, 108-120 (дважды). Бой за титул чемпиона Евразии по версии Eurasian Boxing Parliament в полутяжёлом весе. |                                                  |
| 18                                               | 14 декабря 2018                                  | Станислав Каштанов (36-3)                        | Олимп, Краснодар, Россия                         | SD 8 (8)                                         | Завоевал титул чемпиона России в полутяжёлом весе. Счёт: 75-77, 78-73, 78-74.                                           |                                                  |
| 17                                               | 31 июля 2016                                     | Мустафа Шадлиуи (8-1-1)                          | Арена Рига, Рига, Латвия                         | RTD 8 (12)                                       | Выиграл вакантный титул WBC International Silver.                                                                       |                                                  |
| 16                                               | 14 мая 2016                                      | Чарльз Адаму (25-8)                              | Арена Рига, Рига, Латвия                         | UD 10 (10)                                       | Счёт: 100-91, 100-90, 100-90.                                                                                           |                                                  |
| 15                                               | 21 февраля 2016                                  | Артур Куликаускис (17-27-6)                      | Арена Рига, Рига, Латвия                         | TD 4 (10)                                        | Бой остановлен из-за столкновения головами. Счёт: 40-37, 39-38, 40-37.                                                  |                                                  |
| 14                                               | 9 января 2016                                    | Карлос Мена (4-1)                                | Boxing Unitres, Пиканья, Испания                 | TKO 8 (10)                                       | |                                                  |
| 13                                               | 29 марта 2015                                    | Василе-Габриэль Драгомир (21-16-1)               | Балашиха-Арена, Балашиха, Россия                 | TKO 2 (8)                                        | Драгомир был в нокдауне в 1 и 2 раундах.                                                                                |                                                  |
| 12                                               | 24 октября 2014                                  | Мигель Велосо (17-2-2)                           | Лужники, Москва, Россия                          | RTD 5 (10)                                       | |                                                  |
| 11                                               | 23 мая 2014                                      | Михаил Криницын (11-4-2)                         | Баскет-холл, Краснодар, Россия                   | KO 2 (12)                                        | Выиграл вакантный титул WBC (CIS BB).                                                                                   |                                                  |
| 10                                               | 29 марта 2014                                    | Саид Мбелва (26-14-4)                            | ДК Машиностроитель, Балашиха, Россия             | TKO 5 (6)                                        | |                                                  |
| 9                                                | 15 марта 2014                                    | Натан Кинг (13-21)                               | Дворец Спорта в Крылатском, Москва, Россия       | UD 8 (8)                                         | Счёт: 79-74, 80-73, 78-74.                                                                                              |                                                  |
| 8                                                | 21 декабря 2013                                  | Константин Питернов (15-4)                       | Дворец Спорта в Крылатском, Москва, Россия       | TKO 2 (8)                                        | Бой остановлен из-за травмы.                                                                                            |                                                  |
| 7                                                | 28 сентября 2013                                 | Апти Устарханов (2-0-1)                          | Bentley Centre, Барвиха, Россия                  | MD 4 (4)                                         | Счёт: 38-38, 38-37, 40-36.                                                                                              |                                                  |
| 6                                                | 29 июля 2011                                     | Геннадий Максимов (3-4)                          | Дворец спорта, Назрань, Россия                   | UD 6 (6)                                         | Счёт: 60-55, 60-54, 59-55.                                                                                              |                                                  |
| 5                                                | 21 мая 2011                                      | Хайбула Маджидов (4-5)                           | Дворец Спорта в Крылатском, Москва, Россия       | UD 6 (6)                                         | Счёт: 60-54 (трижды).                                                                                                   |                                                  |
| 4                                                | 28 ноября 2010                                   | Михаил Рыжонкин (1-1)                            | УСЦ Юность, Климовск, Россия                     | UD 6 (6)                                         | Счёт: 60-54 (трижды).                                                                                                   |                                                  |
| 3                                                | 13 марта 2010                                    | Андрей Агеев (1-12)                              | Подмосковье-Холл, Подольск, Россия               | KO 1 (4)                                         | |                                                  |
| 2                                                | 25 декабря 2009                                  | Андрей Монахов (1-10)                            | УСК Крылья Советов, Москва, Россия               | TKO 4 (4)                                        | |                                                  |
| 1                                                | 9 октября 2009                                   | Сергей Белошапкин (7-5)                          | МГГУ, Москва, Россия                             | UD 4 (4)                                         | Счёт: 39-37 (трижды). Профессиональный дебют.                                                                           |                                                  |